# 원자가 전자

4개의 공유 결합. 탄소(C)는 4개의 원자가 전자를 가지며 원자가가 4가이다. 수소(H)는 1개의 원자가 전자를 가지며 1가이다.

화학과 물리학에서 원자가 전자(原子價電子, valence electron)는 원자의 바깥 껍질 전자 중 바깥 껍질이 닫혀 있지 않으면 화학 결합에 참여할 수 있는 전자이다. 단일 공유 결합에서는 결합에 참여하는 두 원자 모두 공유 전자쌍을 형성하기 위해 하나의 원자가 전자를 제공한다.
원자가 전자의 존재는 원자가처럼 원소의 화학적 특성(다른 원소와 결합할 수 있는지 여부, 있다면 얼마나 쉽게, 얼마나 많이 결합할 수 있는지 여부)을 결정할 수 있다. 이런 방식으로, 주어진 원소의 반응성은 그 원소의 전자 배치에 크게 의존한다. 전형 원소의 경우, 원자가 전자는 최외각 전자 껍질에만 존재할 수 있다. 전이 금속의 경우, 원자가 전자는 안쪽 껍질에도 존재할 수 있다.
원자가 전자의 닫힌 껍질을 가진 원자(전자 배치 s2p6)는 화학적으로 비반응성이다. 닫힌 껍질보다 원자가 전자를 1개 또는 2개 더 가진 원자는 반응성이 높은데, 그 이유는 양이온을 형성하기 위해 원자가 전자를 잃는 데 필요한 에너지가 상대적으로 낮기 때문이다. 닫힌 껍질보다 원자가 전자를 1개 또는 2개 덜 가진 원자는 반응성이 높은데, 그 이유는 원자가 전자를 얻고 음이온을 형성하거나 원자가 전자를 공유하여 공유결합을 형성하려는 경향이 있기 때문이다.
중심 전자와 유사하게, 원자가 전자는 광자의 형태로 에너지를 흡수하거나 방출하는 능력이 있다. 에너지를 얻으면 전자가 바깥 껍질로 이동할 수 있다. 이것은 원자의 들뜸이라고 한다. 또는 전자가 원자의 껍질로부터 떨어져 나갈 수도 있다. 이것은 양이온 형성을 위한 이온화이다. 전자가 에너지를 잃으면 (광자가 방출된다) 가득 차지 않은 안쪽 껍질로 이동할 수 있다.

## 원자가 전자의 개수
원소의 원자가 전자의 개수는 원소가 분류되는 주기율표 족에 의해 결정될 수 있다. 3–12족(전이 금속)을 제외하고, 족 번호의 일의 자리 숫자는 그 족의 원소의 중성 원자에 몇 개의 원자가 전자가 결합하는지를 나타낸다. 하지만 원자가 전자와 최외각전자가 같은 것은 아니다. 20번인 칼슘(Ca)까지는 원자가 전자와 최외각전자가 일치하지만, 뒤로 가면 달라진다. 그러기에 원자가 전자와 최외각전자가 다르다는 것을 알아두어야 한다.
헬륨의 최외각전자 수는 2이며, 헬륨을 제외한 18족 원소(비활성 기체)의 최외각전자 수는 8이다.

화학 원소의 주기율표

| 주기율표 족                      | 최외각전자(≠원자가 전자) |
| -------------------------------- | ------------------------ |
| 1족 (I) (알칼리 금속)            | 1                        |
| 2족 (II) (알칼리 토금속)         | 2                        |
| 란타넘족과 악티늄족              | 3–16                     |
| 3–12족 (전이금속)                | 3–12                     |
| 13족 (III) (붕소족)              | 3                        |
| 14족 (IV) (탄소족)               | 4                        |
| 15족 (V) (닉토젠 또는 질소족)    | 5                        |
| 16족 (VI) (칼코젠 또는 산소족)   | 6                        |
| 17족 (VII) (할로젠)              | 7                        |
| 18족 (VIII 또는 0) (비활성 기체) | 8 (단, 헬륨은 2개)       |